# Iris Knobloch

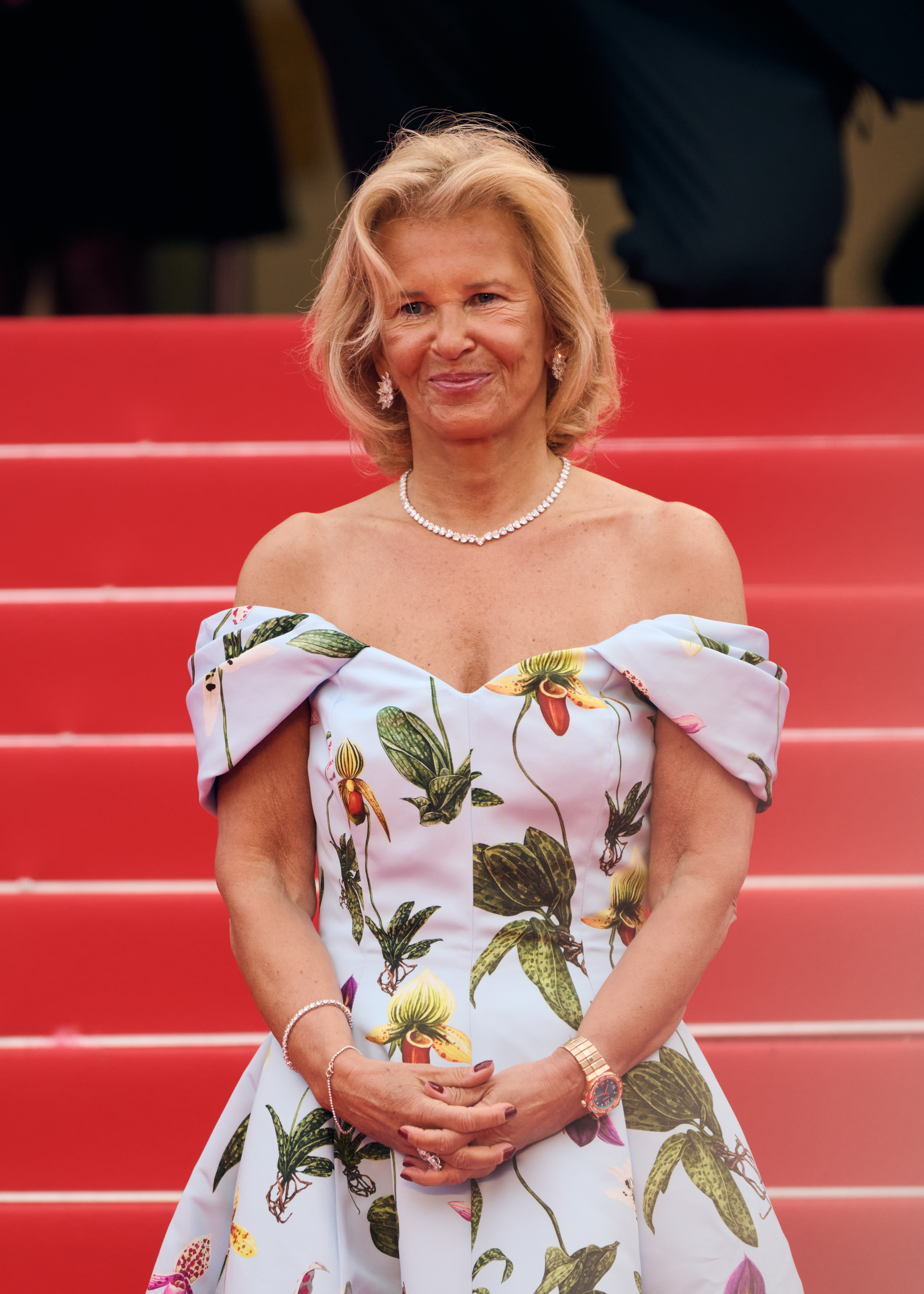
Iris Knobloch während des 78. Filmfestivals von Cannes (2025)

Iris Knobloch (* 13. Februar 1963 in München) ist eine deutsche Rechtsanwältin und Managerin. Seit Juli 2022 ist sie die Präsidentin des Internationalen Filmfestivals von Cannes. Sie ist die erste Frau und die erste Nichtfranzösin in diesem Ehrenamt. Von 2006 bis 2021 leitete sie für die US-amerikanische Filmgesellschaft Warner Bros. deren Frankreich- und Europa-Geschäft. Darüber hinaus sitzt sie in den Aufsichts- bzw. Verwaltungsräten verschiedener weiterer Unternehmen.

## Leben

### Familiärer Hintergrund
Iris Knobloch wuchs als jüngstes Kind des jüdischen Ehepaars Charlotte (* 1932) und Samuel Knobloch (1922–1990) in München auf. Ihr Großvater mütterlicherseits war der Rechtsanwalt und spätere bayerische Senator Fritz Neuland (1889–1969). Nach dem Zweiten Weltkrieg kehrte dieser mit seiner Tochter Charlotte nach München zurück und engagierte sich gegen den Widerstand jüdischer Organisationen für einen dauerhaften Wiederaufbau der jüdischen Gemeinde in der Stadt. Charlotte hatte den Holocaust versteckt auf einem Bauernhof in Mittelfranken überlebt, trat in die Fußstapfen ihres Vaters und ist seit 1985 Präsidentin der Israelitischen Kultusgemeinde München und Oberbayern. Auch bekleidete sie verschiedene hochrangige Ämter in internationalen jüdischen Organisationen. Iris Knoblochs Vater Samuel, ein Kaufmann, überlebte das Krakauer Ghetto und das KZ Buchenwald. Aus der 1951 geschlossenen Ehe stammen neben Iris die beiden älteren Geschwister Bernd Knobloch (* 1951, früherer Eurohypo-Chef und Commerzbank-Vorstandsmitglied) und Sonja beziehungsweise Sonia Jacobovitz (* 1953, lebt als Ärztin in Tel Aviv). Die Mutter zog die Kinder überbehütend „als Münchner“ auf. Die ursprünglichen Vorhaben, nach Australien, Israel oder in die USA auszuwandern, verwirklichte das Ehepaar den Kindern zuliebe nicht. Jahrelang hätte die Familie aber laut der Mutter sprichwörtlich auf gepackten Koffern gesessen, die jedoch „immer weiter Richtung Abstellkammer“ gewandert seien.
Seit frühester Kindheit wurde Iris Knobloch von ihren Eltern ans Kino herangeführt. Diese nahmen sie ein- bis zweimal pro Woche ins Filmtheater mit. Nur dort hätten ihre Eltern „eine gewisse Leichtigkeit des Lebens“ gefunden, so Knobloch. Sie schätzt besonders die Filme Romy Schneiders.

### Ausbildung
Auf Drängen ihrer Mutter absolvierte Knobloch wie ihre Geschwister bereits im Jugendalter Auslandsaufenthalte („Sie hat mich für die Welt geöffnet“).
Bis 1987 studierte Knobloch wie ihr Bruder Rechtswissenschaft an der Ludwig-Maximilians-Universität München. Ein weiteres Studium an der New York University (NYU) schloss sie 1992 mit einem Master of Laws ab.

### Privatleben
Iris Knobloch, die in der Öffentlichkeit als scheu gilt, ist verheiratet und kinderlos. Sie lebt seit 2005 in Paris. Zuvor hatte sie in New York, Los Angeles und London gelebt. Sie ist mit Filmregisseuren wie Christopher Nolan, Todd Phillips und Clint Eastwood persönlich bekannt und spricht Französisch und Englisch fließend. Obwohl Knobloch in Frankreich lebt, nennt sie Deutschland „ihre erste Heimat“ und ist wie ihre Mutter „stolz darauf, Deutsche zu sein“.

## Beruflicher Werdegang

### Arbeit als Rechtsanwältin
Iris Knobloch begann ihre Karriere als Juristin bei den internationalen Wirtschaftskanzleien Noerr, Stiefenhofer & Lutz sowie O’Melveny & Myers in München, New York und Los Angeles. Sie wurde als Rechtsanwältin in Deutschland, New York und Kalifornien zugelassen. Sie beschäftigte sich schon damals mit Medienrecht.

### Tätigkeit für Warner Bros. und Erfolg mitThe Artist
Ab 1996 war Knobloch in verschiedenen Positionen für Warner Bros. in dessen Büros in Los Angeles, London und Paris tätig. Im Jahr 2006 wurde sie als Präsidentin (CEO) für das Frankreich-Geschäft der US-amerikanischen Filmgesellschaft berufen. Insgesamt arbeitete sie 25 Jahre in Führungspositionen bei Warner Bros., Time Warner und WarnerMedia, zuletzt ab 2020 als Geschäftsführerin von WarnerMedia Frankreich, Deutschland, den Benelux-Ländern, Österreich und der Schweiz. Hier war sie verantwortlich für die Entwicklung und Umsetzung der Geschäftsstrategie in den verschiedenen Regionen sowie für die Marketingaktivitäten. Knobloch bezeichnete sich bei ihrer Arbeit oft als eine Art „Übersetzerin“, die dem Hollywood-Studio geholfen habe, die spezifischen Herausforderungen des französischen Ausnahmemarkts zu verstehen. Neben der Sparte Kino war sie auch für die Bereiche Fernsehen und Internetstreaming der europäischen Kernmärkte zuständig.
Zu ihren größten Erfolgen zählte ihre Unterstützung des Spielfilms The Artist (2011). Die historische Tragikomödie in Schwarzweiß-Bildern und so gut wie ohne gesprochenen Text wurde nachträglich in den Wettbewerb um die Goldene Palme des 64. Filmfestivals von Cannes aufgenommen und gewann als erste rein französische Produktion den Oscar in der Kategorie Bester Film. Weiterhin begleitete sie Filmregisseure wie Clint Eastwood und Projekte von unter anderem Christopher Nolan, Steven Soderbergh (Che – Revolución / Che – Guerrilla, 2008), Woody Allen (Vicky Cristina Barcelona, 2008; Ich sehe den Mann deiner Träume, 2010), Damián Szifron (Wild Tales – Jeder dreht mal durch!, 2014), Baz Luhrmann (Der große Gatsby, 2013) und George Miller (Mad Max: Fury Road, 2015).

### Gründung von I2PO
In Zeiten des digitalen Umbruchs, der dem Filmgeschäft zu schaffen macht, verließ Knobloch im Jahr 2021 Warner. Sie gründete im Juli 2021 die Mantelgesellschaft I2PO, an der auch der Milliardär François-Henri Pinault und der Bankier Matthieu Pigasse beteiligt sind. Diese ist eine Special Purpose Acquisition Company (SPAC) und gilt als erstes Akquisitionszweckunternehmen seiner Art in Europa für die Unterhaltungs- und Freizeitindustrie. Im selben Jahr übernahm I2PO den in Paris sitzenden Musikstreaming-Dienst Deezer und brachte diesen im Juli 2022 an die Börse. Dessen Aktienkurs, der auf eine Gesamtbewertung von einer Milliarde Euro kam, halbierte sich bis Ende 2022. Zum Jahreswechsel 2022/23 rückte Knobloch, die selbst den Großteil ihrer privaten Investitionen von 2,4 Millionen Euro verlor, an die Spitze des Verwaltungsrats vor. Sie will sich eigenen Angaben zufolge auf Kernmärkte wie Deutschland, das Vereinigte Königreich und die USA konzentrieren und auf ihre aufgebauten Kontakte und Partnerschaften mit alteingesessenen Medienfirmen setzen.

### Präsidentin des Filmfestivals von Cannes
Im März 2022 wurde Knoblochs erfolgreiche Wahl zur Präsidentin des Filmfestivals von Cannes bekannt. Sie ist die erste Frau und gleichzeitig die erste Nichtfranzösin in dieser Funktion und löste offiziell ab Juli 2022 nach acht Jahren Pierre Lescure ab, Mitbegründer und früherer Leiter des französischen Bezahlsenders Canal+. Ihre Amtszeit wird drei Jahre betragen. Damit wird Knobloch die Festivalausgaben von 2023 bis 2025 betreuen. Bei ihrer Ernennung bezeichnete sie sich als „überzeugte Europäerin“, die sich im Laufe ihrer Karriere „immer für das Kino eingesetzt“ habe, „sowohl in Frankreich als auch auf internationaler Ebene“. Auch wolle sie ihr „Bestes geben, damit dieses Weltereignis einflussreich“ bleibe. Der Posten gilt als Ehrenamt. Knobloch wird ein Tandem mit dem Festspielleiter Thierry Frémaux bilden, der für die Programmauswahl zuständig ist. Sie war die Wunschkandidatin von Staatspräsident Emmanuel Macron; die französische Regierung ist im Verwaltungsrat des Festivals stark vertreten. Ihre Ernennung galt als „Modernisierungssignal an die selbstbewusste und manchmal selbstreferenzielle Pariser Filmszene“. Auch soll Knobloch den Streit des Festivals mit den US-amerikanischen Streamingdiensten wie Netflix lösen. Unter anderem der US-amerikanische Medienmanager Charles H. Rivkin und der französische Filmemacher Claude Lelouch hatten sich öffentlich für sie starkgemacht. Letztgenannter lobte Knobloch dafür, dass sie sowohl Einblick ins Autorenkino als auch ins Unterhaltungskino habe.
Knoblochs Industrienähe, speziell zur US-amerikanischen Filmindustrie, sorgte im Vorfeld der Wahl für Kritik. Eigenen Angaben zufolge wurde sie aufgrund ihrer Nationalität angefeindet, darunter aufs Schärfste durch Pascal Rogard, der dem mächtigen Autorenverband SACD vorsitzt. Sieben Berufsverbände im Verwaltungsrat des Festivals waren gegen eine Ernennung Knoblochs, darunter auch jene der französischen Kinobetreiber und Filmverleiher. Außerdem wurden ihr Interessenskonflikte durch ihre I2PO-Geschäftsbeziehung mit François-Henri Pinault unterstellt, da dieser ein wichtiger Sponsor des Filmfestivals ist. Knobloch gab daraufhin bekannt, sich als Präsidentin aus allen Entscheidungen herauszuhalten, die Pinault betreffen. Die Wahl verlief erstmals in der Geschichte des Festivals nicht einstimmig. Knobloch setzte sich mit 18 Ja-Stimmen, 6 Gegenstimmen, 3 Enthaltungen und einem Unentschieden gegen die frühere Kultusministerin Fleur Pellerin, die Ex-Präsidentin der staatlichen französischen Filmförderungsbehörde CNC Frédérique Bredin und Véronique Cayla, Co-Präsidentin der Académie des Arts et Techniques du Cinéma, durch. Bei ihrer Anhörung als Kandidatin soll Knobloch François Truffaut zitiert haben („Kino ist eine perfekte Mischung aus Spektakel und Wahrheit“).

### Tätigkeiten in Verwaltungsräten
Knobloch ist Vizechefin im Verwaltungsrat des Hotelkonzerns Accor. Auch ist sie Verwaltungsratsmitglied und Vorsitzende des Nominierungs- und Governance-Ausschusses der US-amerikanischen Investmentbank Lazard sowie Direktorin des Amerikanischen Krankenhauses Paris. Früher saß sie in den Verwaltungsräten des Luxusgüterherstellers LVMH, der Axel Springer SE und der Medienholding Central European Media Enterprises (CME).

## Auszeichnungen
- Im Jahr 2008 wurde Knobloch zum Chevalier de la Légion d’honneur ernannt.[6]
- Am 11. Juli 2024 erhielt sie den Bayerischen Verdienstorden.